# HD 154345 b
HD 154345 b는 항성 HD 154345를 도는, 목성급 질량을 지닌 외계 행성이다.

## 발견
2006년 라이트 연구진은 도플러 분광법을 사용하여 이 행성을 발견했다. 도플러 분광법은 행성의 중력이 항성을 흔들어 스펙트럼에 묘한 변화를 주는 것을 감지하는 관측 기법이다. 발견 내용은 2007년 공식적으로 발표되었다.

## 특징
최소 질량은 목성에 약간 미치지 못하는데, 아마 가스 행성일 것이다. 덩치는 목성과 거의 같거나 약간 더 클 것이다. 이 행성이 위성이나 고리를 주변에 가지고 있을 확률도 있다. 모항성으로부터의 거리는 대략 4.0~4.5 천문단위 정도이다. 항성을 1회 도는 데 걸리는 시간은 대략 9~9.5년이다. 궤도는 거의 원에 가깝다.

## 같이 보기
- HD 24040 b

## 참고 문헌
- (영어) 라이트 연구진 (2007). “Four New Exoplanets and Hints of Additional Substellar Companions to Exoplanet Host Stars”. 《The Astrophysical Journal》 657 (1): 533–545. doi:10.1086/510553. 2015년 11월 6일에 원본 문서에서 보존된 문서. 2009년 6월 21일에 확인함.
- (영어) J. T. Wright, G. W. Marcy, R. P. Butler, S. S. Vogt (2008). “The Jupiter Twin HD 154345b”. arXiv:arXiv:0802.1731v1 |arxiv= 값 확인 필요 (도움말).